# Gustave d'Egremont
Gustave d'Egremont est un homme politique français né le 4 juin 1831 à Marville (Meuse) et décédé le 23 janvier 1895 à Montmédy (Meuse).

## Biographie
Fils du chevalier Louis d'Ausan d'Égremont, capitaine de cavalerie et de la baronne Louis de Reumont, Gustave d'Égremont passa la première partie de sa ville dans le château de Marville  puis à Fresnois. Il est président de la société d'agriculture de Montmédy. Il est élu conseiller d'arrondissement en 1863 puis au Conseil général de la Meuse en 1870 mais ne renouvela pas son mandat après la guerre de 1870. 
Après la crise du 16 mai 1877, il fut candidat pour la Meuse en tant que candidat officiel, et donc un appui sans réserve de l'administration et de la préfecture contre Eugène Billy et réussit à y être élu mais il fut invalidé par la Chambre et une nouvelle élection eut lieu le 5 mai 1878 qui ne lui fut plus favorable. Après la mort de son opposant, une nouvelle élection partielle eut lieu le 2 février 1879 où il eut 514 voix sans être candidat. 
Lors des élections de 1881, il se présenta officiellement et arriva second devant un radical. Le 4 août 1885, il se représenta sur la liste conservatrice et arriva en tête de la liste avec 29 053 voix presque à égalité avec la tête de liste républicaine. Le second tour fut cependant un échec. Il se représenta en 1889 tenant toujours 5 995 voix cette fois avec un siège au Conseil général qu'il avait eu en août 1889. Cependant, le Conseil d'État annula l'élection car d'Égremont avait distribué des sommes d'argent et le clergé avait participé à la campagne électorale. Le 16 mars 1890, lors de l'élection partielle, il fut battu par son adversaire Jules Sommeillier. 

## Sources
- « Gustave d'Egremont », dans Adolphe Robert et Gaston Cougny, Dictionnaire des parlementaires français, Edgar Bourloton, 1889-1891 [détail de l’édition]
- Jean El Gammal, François Roth et Jean-Claude Delbreil, Dictionnaire des Parlementaires lorrains de la Troisième République, Serpenoise, 2006 (ISBN 2-87692-620-2 et 978-2-87692-620-2, OCLC 85885906, lire en ligne), p. 212-213